# Funkin' for Jamaica (N.Y.)
«Funkin' for Jamaica (N.Y.)» es una canción interpretada por el músico estadounidense Tom Browne. Fue publicada el 20 de junio de 1980 como el sencillo principal de su segundo álbum de estudio Love Approach.

## Composición y arreglos
«Funkin' for Jamaica (N.Y.)» es una memoria del vecindario de Jamaica en el distrito de Queens de la ciudad de Nueva York, donde nació y se crio. Browne tuvo la idea de la canción mientras estaba en casa de sus padres. La voz del sencillo fue interpretada por Toni Smith, quien también ayudó a componer la canción. En la sesión de «Funkin' for Jamaica (N.Y.)» estaban el teclista Bernard Wright, el bajista Marcus Miller, el guitarrista Bobby Brown, el baterista Buddy Williams, el percusionista Crusher Bennett y el pianista Dave Grusin.

## Créditos y personal
Créditos adaptados desde las notas de álbum de Love Approach.
Músicos
- Tom Browne – trompeta, palmadas, arreglos, programación
- Dave Grusin – piano acústico
- Bernard Wright – Prophet Polyphonic Synthesizer, piano eléctrico
- Bobby Broom – guitarra
- Marcus Miller – bajo eléctrico
- Buddy Williams – batería
- Crusher Bennett – percusión
- Toni Smith – voces
- Alvin Flythe – rap, palmadas
- Mike Flythe – rap, palmadas
- Kevin Osborne – rap, palmadas
- Martha Rojas – palmadas
- Omar Hakim – palmadas
- Bob Franceschini – palmadas

Personal técnico
- Dave Grusin – productor
- Larry Rosen – productor, grabador de sonido, mezclas
- Richard Feldman – ingeniero de audio
- Ted Jensen – masterización

## Posicionamiento

### Gráfica semanal
| Gráfica (1980–81)                                | Pico de posición |
| ------------------------------------------------ | ---------------- |
| Bélgica (Flandes) (Ultratop 50 Singles)          | 6                |
| Estados Unidos (Billboard Dance Club Songs)      | 9                |
| Estados Unidos (Billboard Hot R&B/Hip-Hop Songs) | 1                |
| Nueva Zelanda (Recorded Music NZ)                | 30               |
| Países Bajos (Nederlandse Top 40)                | 3                |
| Países Bajos (Single Top 100)                    | 6                |
| Reino Unido (UK Singles Chart)                   | 10               |

| Gráfica (1992)                      | Pico de posición |
| ----------------------------------- | ---------------- |
| Europa (European Dance Radio Chart) | 14               |
| Países Bajos (Nederlandse Top 40)   | 38               |
| Países Bajos (Single Top 100)       | 40               |
| Reino Unido (UK Singles Chart)      | 45               |

### Gráfica de fin de año
| Gráfica (1981)                          | Pico de posición |
| --------------------------------------- | ---------------- |
| Bélgica (Flandes) (Ultratop 50 Singles) | 66               |
| Países Bajos (Nederlandse Top 40)       | 31               |
| Países Bajos (Single Top 100)           | 57               |